# Vandraren
För andra betydelser, se Vandraren (olika betydelser).
"Vandraren", musik av Mats Wester och text av Py Bäckman , är den första låten på Nordmans debutalbum Nordman. Den blev en stor hit i Sverige och fick Rockbjörnen i kategorin "Årets svenska låt".
Singeln placerade sig som högst på 7:e plats på den svenska singellistan.
Melodin låg på Svensktoppen i 18 veckor under perioden 16 juli-12 november 1994, med tredjeplats som bästa resultat där .

## Covers
På Smurfhits 2 från 1997 fanns en version med som då hette "Smurfaren".
2009 gjorde det finska bandet Ensiferum en cover på "Vandraren" på sitt album From Afar. Heri Joensen från det färöiska bandet Týr gästar på sång.
Ritchie Blackmores band Blackmore's Night har använt melodin till låten "Journeyman", med engelsk text av Candice Night. Låten fanns med på albumet Autumn Sky som släpptes 2010.
2014 gjorde Plumbo en norskspråkig version som heter "Vandrern" på sitt album Kom Som Dæ Sjæl och som släpptes senare som en singel. Den norska texten skrevs av Ole Evenrud.
2016 gjorde Cleo tillsammans med Näääk och Ayla Shatz en cover på "Vandraren" med omarbetad text. 
2022 gjorde Daniela Rathana en cover med omarbetad text i programmet Så mycket bättre.

## Låtlista
1. Vandraren (3:14)
2. Strömkarlen (3:34)

## Listplaceringar
| Lista (1994) | Topplacering |
| ------------ | ------------ |
| Sverige      | 7            |